# Euchromia oenoniella
Euchromia oenoniella là một loài bướm đêm thuộc phân họ Arctiinae, họ Erebidae.